# Atrophie
Die Atrophie oder Atrophia (zu altgriechisch ἀτροφία, neugriechisch ατροφία, neulateinisch atrophia „Abmagerung“, „Auszehrung“, „Nahrungsmangel“, „Verkümmerung“) beschreibt als Verkümmerung eine Verkleinerung eines Gewebes, eines Organs oder einer einzelnen Zelle, mit der eine Minderung der Funktion einhergeht. Die Atrophie ist im Gegensatz zur angeborenen Hypoplasie (verkleinerte Anlage eines Organs) erworben.

## Formen von Atrophie

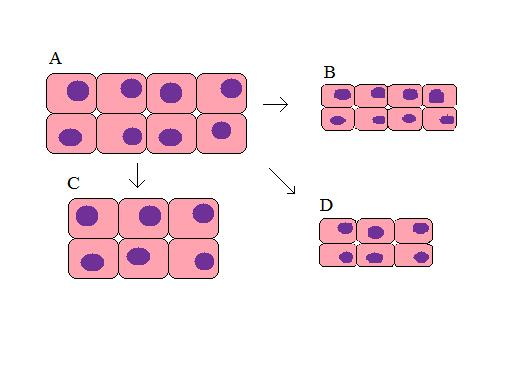
Grundsätzliche Formen der Atrophie: A: Normalzustand. B: Volumetrische Atrophie. C: Numerische Atrophie. D Volumetrische und numerische Atrophie.

Atrophie kann durch Volumen- bzw. Größenabnahme der Zellen (einfache oder volumetrische Atrophie; Hypotrophie) oder durch Abnahme der Zellzahl (numerische Atrophie; Hypoplasie) zustande kommen. Das Gegenteil einer Atrophie ist eine Hypertrophie bzw. Hyperplasie.
Eine Atrophie kann natürlicherweise (physiologisch) oder krankhaft (pathologisch) sein. Physiologische Formen einer Atrophie sind:
- Altersatrophie: Im Alter nehmen alle funktionalen (parenchymatösen) Zellen an Volumen ab, was insbesondere im Gehirn und Herz sehr ausgeprägt sein kann. Bei gleichzeitigem Vorhandensein von Lipofuszin spricht man wegen der bräunlicheren Farbe der Organe von der braunen Atrophie.[1]
- Involutionsatrophie: Bestimmte Organe werden in bestimmten Lebensabschnitten nicht mehr oder nicht mehr so stark benötigt und bilden sich deswegen zurück. Der Thymus beispielsweise bildet sich beim Erwachsenen fast vollständig zurück.[1]

Dagegen kennt man verschiedene Pathologieformen aufgrund von krankhaften Prozessen:
- Inaktivitätsatrophie: Sie tritt bei fehlender Beanspruchung eines Organes auf, zum Beispiel bei einem eingegipsten Bein.[1]
- trophoneurotische/nervale Atrophie: Bei Schädigung eines Nervs atrophiert der von ihm (nicht mehr) versorgte Muskel.[3]
- vaskuläre Atrophie: Gelangen durch die Blutgefäße nicht genügend Sauerstoff und Nährstoffe zu den Zellen, können diese atrophieren. Bedingung ist, dass diese unzureichende Versorgung sich langsam entwickelt (zum Beispiel eine sich über Monate verengende Nierenarterie). Im Unterschied dazu sterben Zellen bei einem plötzlichen Versorgungsproblem (z. B. Herzinfarkt) ab.[3]
- Druckatrophie: Drücken beispielsweise Tumoren auf umgebendes Gewebe können benachbarte Zellen atrophieren und dem wachsenden Tumor Platz machen.[3]
- endokrine Atrophie: Wegen endokiner Signale kommt es zur Atrophie, zum Beispiel bei Cortison-Therapie.[3]
- Atrophie der Haut („Hautverdünnung“) als möglicher Nebenwirkung bei Glucocorticoid-Behandlung des Atopischen Ekzems
- wegen Nahrungsmangel: Es kommt zu einer generalisierten Atrophie besonders des Fettgewebes und der Muskulatur. Ursachen können Mangelernährung, eine Störung der Aufnahme oder eine konsumierende Krankheit (Tumor etc.) sein. Im Falle von Mangelernährung nennt man die Erkrankung Marasmus, im Falle einer konsumierenden Erkrankung Kachexie.[1]

Wird das zurückgebildete Gewebe durch Fettgewebe ersetzt, spricht man von Vakatfettwucherung. Diese tritt insbesondere im Thymus des Erwachsenen auf.